# Samuel Earnshaw
Samuel Earnshaw (Sheffield, 1º febbraio 1805 – Sheffield, 6 dicembre 1888) è stato un matematico, fisico e religioso inglese, noto per i suoi contributo alla fisica teorica, specialmente il Teorema di Earnshaw.
Earnshaw nacque a Sheffield ed entrò al St John's College presso l'Università di Cambridge, qualificandosi Senior Wrangler e vincitore dello Smith's prize.
Dal 1831 al 1847 Earnshaw lavorò a Cambridge come Tripos coach e, nel 1846, fu assegnato presso la parrocchia di St. Michael, a Cambridge. Per un certo tempo fu curato del reverendo Charles Simeon. Nel 1847 la sua salute venne meno e tornò a Sheffield come cappellano ed insegnante.
Earnshaw pubblicò diversi articoli e libri di fisica e matematica. Il suo contributo più famoso, il Teorema di Earnshaw, mostra che è impossibile avere una carica elettrica in equilibrio stabile in presenza di sole cariche statiche. Altri studi includevano ottica, onde, dinamica ed acustica in  fisica oltre che analisi matematica, trigonometria ed equazioni differenziali in matematica. Come ecclesiastico, pubblicò diversi sermoni e trattati